# I egne hender
I egne hender är ett studioalbum med Finn Kalvik, utgivet 1995 av skivbolaget Polydor. Albumet återutgavs 1996 med nytt omslag.

## Låtlista
1. "Lån meg lykka di" – 4:04
2. "I egne hender" – 3:46
3. "Oslo-sommer" (Inger Hagerup/Finn Kalvik) – 3:18
4. "Et liv å leve" – 3:24
5. "Fatboy" – 4:05
6. "Broer" – 3:27
7. "To hundre og femogseksti dager" – 4:31
8. "Med hud og hår" – 5:19
9. "Jeg er et dikt" – 3:47
10. "Hjelpeløs og blind" – 3:29
11. "Apocalypse blues" – 2:23
12. "Jeg gikk meg vill i skogene" (Inger Hagerup/Finn Kalvik) – 2:54

- Samtliga låtar skrivna av Finn Kalvik där inget annat anges.

## Medverkande
Musiker
- Finn Kalvik – sång, gitarr
- Pelle Sirén – gitarr
- Tony Thorén – basgitarr
- Mats Asplén – keyboard
- Åke Sundqvist – trummor, percussion
- David Wilczewski – saxofon
- Ulf Gruvberg – munharpa
- Jan Flaaten – munspel
- Bjørn Berge – gitar
- Orsa spelmän:
  - Kalle Moraeus, Olle Moraeus, Per-Erik Moraeus, Nicke Göthe, Leif Göras – fiol
  - Larsåke Leksell – dragspel, synthesizer
- Peter LeMarc – sång, körsång
- Ebba Forsberg, Maria Blom – bakgrundssång

Produktion
- Tony Thorén – musikproducent, ljudtekniker, ljudmix
- Anders Lindh, Curt-Åke Stefan, Markus Hedelin, Thomas Petterson – ljudtekniker
- Peter Dahl – mastering
- Nils Vik – fotograf
- Kran Design – coverdesign